# Chimtitan
Chimtitan București este o companie producătoare de vopsele din România.
Compania a fost înființată în 1991 și este deținută de oamenii de afaceri Anton Sangiorzan, Laurențiu Popa și Victor Garea.
În anul 2008, compania avea o cotă de piață de 2,4% și a realizat un volum al producției de 2.620 de tone.
Cifra de afaceri în 2008: 17,6 milioane lei